# Vespasiano da Bisticci

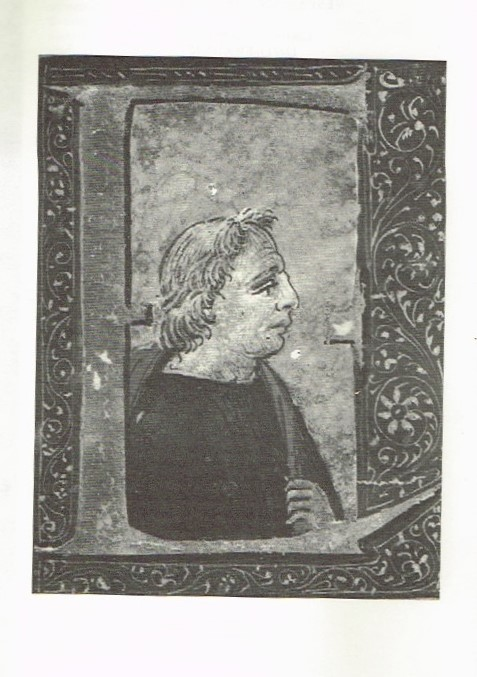
uma imagem desenhada de Vespasiano da Bisticci

Vespasiano da Bisticci (Florença) (1421 – 1498) foi um humanista e bibliotecário florentino. 

## Biografia
Vespasiano foi um mercador de livros que ajudou na construção de bibliotecas, como a Biblioteca de Florença e a Biblioteca do Vaticano.
Ajudou Cosme de Médici na construção da Biblioteca de Florença, mandando um catálogo sistemático com a ajuda de Tommaso Parentucelli (futuro Papa Nicolau V). Em vinte e dois meses, Vespasiano havia coletado ou copiado mais de 200 livros e manuscritos.
Quando Tommaso se tornou Papa, Vespasiano dedicou quatorze anos catalogando e organizando a coleção de Federico da Montefeltro, duque de Urbino. Com isso, conseguiu catalogar não só o conteúdo da biblioteca do Vaticano, como também a do Castelo Visconte em Pavia, do Convento de San Marco em Florença e a de Oxford.

## Legado
Vespasiano deixou uma coleção de 300 biografias chamada Vite di uomini illustri del secolo XV.